# 京都府立朱雀高等学校
京都府立朱雀高等学校（きょうとふりつ すざくこうとうがっこう）は、京都府京都市中京区西ノ京式部町にある府立高等学校。全日制、定時制、通信制をもつ。京都市・乙訓通学圏に属する。長らく私服登校だったが、2019年に制服が導入された。。

## 沿革
- 1904年（明治37年）2月 - 京都府立第二高等女学校として発足
- 1923年（大正12年）4月 - 京都府立京都第二高等女学校と改称
- 1948年（昭和23年）4月 - 学制改革により京都府立朱雀高等学校設立。高校三原則により普通科・商業科を設置。
- 1948年（昭和23年）9月 - 通信制課程併設
- 1948年（昭和23年）10月 - 旧京都第二中学校跡に鳥羽分校（定時制課程）設置
- 1950年（昭和25年）4月 - 朱雀高校本校に定時制課程併設
- 1984年（昭和59年）4月 - 鳥羽分校（定時制課程）を設立なった京都府立鳥羽高等学校へ移管
- 1985年（昭和60年）4月 - 全日制普通科にI類、II類（人文系・理数系）を設置
- 1997年（平成9年）4月 - 全日制商業科を募集停止、全日制普通科II類の改編により理数系廃止、定時制・通信制に単位制導入
- 2006年（平成18年）4月 - 全日制普通科II類人文系を文理系に再編。
- 2014年（平成26年）4月 - 総合選抜と類型制度を廃止

## 教育目標
- 平和で民主的な社会の形成者として､ 人権を守り､ 自由を愛し､ 労働を尊重する人間を育てる｡
- 科学的に物事を探求する力を備え､ 情操豊かで創造性に富んだ心身共に健康な人間を育てる｡
- 相互の人格を尊重し､ 真理と正義のために勇気ある行動のできる人間を育てる｡
- 仲間たちと共同連帯することができ､ 自主的・自治的能力を持った人間を育てる｡
- 基礎的な学力を身につけ､ 広く社会に関心を持って､ 自らの進路を自覚的にきりひらくことのできる人間を育てる｡

## 設置学科
- 全日制：普通科
- 定時制：普通科
- 通信制：普通科

## 部活動
京都第二高等女学校時代の水泳部は、1936年の第一回全国女子中等学校水上競技大会（今日ではインターハイ第10回大会女子部門と位置付けられる大会）で総合優勝を達成している。

## 著名な出身者
- 清水照子（中国語版） - 台湾の慈善家
- 中澤節子（在学中に死去[注 1]） - 『花ちりぬ』著者
- 飛鳥井雅道 - 歴史学者、京都大学名誉教授
- 吉田哲郎 - ニチハ社長
- 杉田繁治 - 国立民族学博物館名誉教授、龍谷大学教授
- 石塚広治 - 元ラグビー日本代表選手
- 田岡俊次 - ジャーナリスト、軍事評論家
- 野川由美子 - 女優
- 山本正 - 元宇治市長
- 桶谷大 - 日本プロバスケットボールリーグ琉球ゴールデンキングス ヘッドコーチ
- 白岩玄 - 作家、「野ブタ。をプロデュース」
- 桜井鐘吾 - 元プロサッカー選手
- 森かれん - 京都市会議員、地域政党京都党政務調査会長